# スチュアート・ピゴット
スチュアート・アーネスト・ピゴット（Stuart Ernest Piggott, 1910年5月28日 - 1996年9月23日）は、イギリスの考古学者。ウェセックス文化の命名など、先史時代のイギリス研究で有名。

## 生い立ち
ハンプシャー州ピーターズフィールドに生まれ、チャーチャーズ・カレッジで教育を受ける。

## 経歴
1927年にカレッジを卒業したのち、レディング博物館の助手として働き始め、新石器時代の土器について見識を深めた。
翌年にはウェールズ古代歴史遺跡王立委員会に参加し、地元ピーターズフィールドからほど近いバッツァー・ヒルで次の5年間を過ごした。またエリオット・セシル・カーウェンと共にサセックスにおけるザ・トランドルの発掘作業にも携わった。
1930年代に入るとアマチュア考古学者のアレキサンダー・キーラーの下で働き始め、エーヴベリーとケネット・アヴェニューという2つの有名な遺跡の発掘を行なった。1933年、彼は友人のグラハム・クラークと一緒に重要な文献"The age of the British flint mines"を発表した。その後考古学者としての学位を持っていなかった彼はユニヴァーシティ・カレッジ・ロンドンの考古学研究所に入り、モータイマー・ウィーラーの下で1936年に学位を取得した。またこの際、妻となるペギー（マーガレット・ギドー）と出会った。1937年には別の論文"The early Bronze Age in Wessex"を発表し、39年にはチャールズ・フィリップスの誘いで妻と一緒にサットン・フーの発掘調査に赴いた。
第二次世界大戦が始まると、彼は航空写真の解説員として働いた。インドに配属された彼はインド亜大陸の先史時代について研究を行い、複数の著書を発行した。これらの経験によって彼はヨーロッパの先史時代を客観的に見ることができるようになり、後の研究に大いに役立った。
戦争後、彼はウィリアム・ステュークリと共同で仕事をするためオックスフォード大学へ向かった。しかし1946年にはエディンバラ大学考古学部長のオファーがあり、そちらへ移った。そしてその後、彼はエディンバラ大学考古学部を世界に通用する学部へと成長させた。同大学でも彼は広範な執筆活動を行い、1954年に発行された"Neolithic Cultures of the British Isles"は当時大きな影響力を発揮した。しかし、のちに放射性炭素年代測定が行われるようになると著書で行われた測定年代に誤りがあることが明らかになった。彼は「放射性炭素年代測定は考古学的に受け入れられない」とし、その根拠として他の考古学的証拠が彼の年代測定の正しさを証明していることを挙げた。また1965年に発行された"Ancient Europe"は先史時代の専門書として20年にわたって好評を博し、古代ヨーロッパの連続性についての彼の考えを世に広めた。
1958年、彼はスコットランドの先史時代についての著書"Scotland before History"を発行し、翌年には考古学の入門書"Approach to Archaeology"を発行した。その後彼はスコットランドやイングランドの考古学会の会長を務め、大英博物館の理事も務めた。
1996年9月、オックスフォードシャー州ウォンティッジの自宅で心筋梗塞を起こし死亡した。

## 家族
1936年に同じく考古学者のマーガレット・ギドーと結婚したが、21年後の1956年に離婚した。

## 著書
訳書が出版されているもの
- 鶴岡真弓訳『ケルトの賢者「ドルイド」：語りつがれる「知」』講談社、2000年